# تشارلز إف. مكارثي
تشارلز إف. مكارثي هو صحفي وسياسي أمريكي، (ولد في مارلبورو في الولايات المتحدة 1876  م). نشط حزبياً في الحزب الديمقراطي. وقد انتخب عضو مجلس ولاية ماساتشوستس ‏ وانتخب عضو مجلس نواب ماساتشوستس ‏.